# Francesco Bettoni
Francesco Bettoni (Bergamo, 18 gennaio 1909 – ...) è stato un calciatore e allenatore di calcio italiano, di ruolo difensore.

## Carriera
Cresciuto tra le file dell'Ardens Bergamo, passa all'Atalanta nell'estate 1929. Con i neroazzurri fatica ad ingranare la prima stagione (nessuna presenza per lui), mentre dalla successiva si conquista un posto tra i titolari che mantiene per tre stagioni, nelle quali diventa un punto di riferimento della difesa orobica.
La stagione 1933-1934 si rivela sfortunata in quanto, a causa di vari infortuni, colleziona soltanto 3 presenze.
Al termine del campionato viene ceduto all'Ardens Bergamo, con cui disputa altri sei campionati di prima divisione (l'attuale Serie C) e conclude la carriera.